# George Stevens
George Stevens (18. prosince 1904, Oakland, Kalifornie, USA – 8. března 1975, Lancaster) byl americký filmový režisér, producent, scenárista a kameraman. Jedná se o držitele tří cen americké Akademie filmového umění a věd Oscar (v letech 1958–1959 také zastával funkci jejího prezidenta).

## Život
Narodil se v kalifornském Oaklandu jako George Cooper Stevens v herecké rodině. Jeho rodiče provozovali v Oaklandu divadelní společnost Oakland's Ye Liberty Playhouse, ve které jako malé dítě vystupoval. U filmu začínal jako kameraman na počátku dvacátých let. Jako kameraman a od počátku třicátých let také jako režisér natočil celou řadu krátkých grotesek pro Hala Roache, mj. i s populární dvojicí Laurel & Hardy. V roce 1933 natočil svůj první celovečerní film The Cohens and Kellys in Trouble. Zlom v jeho kariéře přišel v roce 1935 s filmem Alice Adamsová (Alice Adams; 1935) s Katharine Hepburnovou a Fredem MacMurrayem v hlavních rolích. Po tomto úspěchu následovala celá řada úspěšných veseloher s Fredem Astairem a Ginger Rogersovou jako Svět valčíků (Swing Time; 1936), Nevěsta v rozpacích (Damsel in Distress; 1937) nebo Rozmarná žena (Vivacious Lady; 1938). V roce 1939 převedl na filmové plátno dobrodružný příběh na motivy Rudyarda Kiplinga Gunga Din (Gunga Din; 1939) s Cary Crantem, Douglasem Fairbanksem ml. a Victorem McLaglenom v hlavních rolích. V roce 1943 natočil situační komedii o bytové krizi ve Washingtonu za války Veselá tlačenice (The More The Merrier; 1943). Poté se jako režisér na několik let odmlčel.
K režii se vrátil až v roce 1948, kdy natočil svou poslední komedii, sentimentální příběh Vzpomínám na maminku (I Remember Mama; 1948). V následujících letech natočil několik klasických hollywoodských filmů jako Místo na výsluní (A Place in the Sun; 1951), šestioscarový přepis Dreiserova románu Americká tragédie s Montgomery Cliftem, Shelley Wintersovou a Elizabeth Taylorovou, za který získal svého prvního Oscara za režii, klasický western Shane (Shane; 1953), Gigant (Giant; 1956), za který získal svého druhého Oscara za režii a ve kterém se naposledy na plátně objevil James Dean nebo výpravný biblický snímek Největší příběh všech dob (The Greatest Story Ever Told; 1965). V letech 1958–1959 působil jako prezident americké Akademie filmového umění a věd. Svůj poslední film Jediná hra (The Only Game in Town; 1970) natočil v pařížských ateliérech na konci šedesátých let. George Stevens zemřel na infarkt 8. března 1975 na svém ranči v kalifornském Lancasteru. Za svůj přínos filmovému průmyslu získal hvězdu na Hollywoodském chodníku slávy (1709 Vine Street).

## Filmografie (výběrová)
- Největší příběh všech dob (The Greatest Story Ever Told; 1965)
- Deník Anne Frankové (The Diary of Anne Frank; 1959)
- Gigant (Giant; 1956)
- Shane (Shane; 1953)
- Místo na výsluní (A Place in the Sun; 1951)
- Veselá tlačenice (The More the Merrier; 1943)
- Nejprve stvořil ženu (Woman of the Year; 1942)
- Gunga Din (Gunga Din; 1939)
- Svět valčíků (Swing Time; 1936)
- Alice Adamsová (Alice Adams; 1935)